# Équipe d'Écosse de football au Championnat d'Europe 2024
Cet article relate le parcours de l’équipe d'Écosse de football lors du Championnat d'Europe de football 2024 qui a lieu du 14 juin au 14 juillet 2024 en Allemagne.

## Qualifications
Les Écossais ont entamé leur campagne de qualification pour l'UEFA Euro 2024 avec cinq victoires sur cinq, dont une victoire 2-0 sur l'Espagne à Hampden. Malgré la défaite de leur sixième match, le match retour contre l'Espagne, ils se sont qualifiés pour l'Euro 2024 à deux matches de la fin,,.
| Rang | Équipe  | Pts | J | G | N | P | Bp | Bc | Diff |  | Résultats (▼ dom., ► ext.) |     |     |     |     |     |
| ---- | ------- | --- | - | - | - | - | -- | -- | ---- |  | -------------------------- | --- | --- | --- | --- | --- |
| 1    | Espagne | 21  | 8 | 7 | 0 | 1 | 25 | 5  | +20  |  | Espagne                    |     | 2-0 | 3-0 | 3-1 | 6-0 |
| 2    | Écosse  | 17  | 8 | 5 | 2 | 1 | 17 | 8  | +9   |  | Écosse                     | 2-0 |     | 3-3 | 2-0 | 3-0 |
| 3    | Norvège | 11  | 8 | 3 | 2 | 3 | 14 | 12 | +2   |  | Norvège                    | 0-1 | 1-2 |     | 2-1 | 3-1 |
| 4    | Géorgie | 8   | 8 | 2 | 2 | 4 | 12 | 18 | -6   |  | Géorgie                    | 1-7 | 2-2 | 1-1 |     | 4-0 |
| 5    | Chypre  | 0   | 8 | 0 | 0 | 8 | 3  | 28 | -25  |  | Chypre                     | 1-3 | 0-3 | 0-4 | 1-2 |     |

- Sélection directement qualifiée pour l'Euro 2024

## Matchs de préparation
| 22 mars 2024                      | Pays-Bas                                                 | 4 - 0   | Écosse | Johan Cruyff Arena, Amsterdam                    |                                                  |
| 20h45 · Historique des rencontres | Reijnders 40e · Wijnaldum 72e · Weghorst 84e · Malen 86e | (1 - 0) |        | Spectateurs : 46 223 Arbitrage : Erik Lambrechts | Spectateurs : 46 223 Arbitrage : Erik Lambrechts |
| 20h45 · Historique des rencontres | Rapport                                                  |         |        | Spectateurs : 46 223 Arbitrage : Erik Lambrechts | Spectateurs : 46 223 Arbitrage : Erik Lambrechts |

| 26 mars 2024                      | Écosse  | 0 - 1   | Irlande du Nord | Hampden Park, Glasgow                         |                                               |
| 19h45 · Historique des rencontres |         | (0 - 1) | 32e Bradley     | Spectateurs : 33 452 Arbitrage : Robert Jones | Spectateurs : 33 452 Arbitrage : Robert Jones |
| 19h45 · Historique des rencontres | Rapport |         |                 | Spectateurs : 33 452 Arbitrage : Robert Jones | Spectateurs : 33 452 Arbitrage : Robert Jones |

| 3 juin 2024                       | Gibraltar | 0 - 2   | Écosse                   | Stade de l'Algarve, Almancil ( Portugal) |                            |
| 18h00 · Historique des rencontres |           | (0 - 0) | 58e Christie · 85e Adams | Arbitrage : Jamie Robinson               | Arbitrage : Jamie Robinson |
| 18h00 · Historique des rencontres | Rapport   |         |                          | Arbitrage : Jamie Robinson               | Arbitrage : Jamie Robinson |

| 7 juin 2024                       | Écosse                             | 2 - 2   | Finlande                        | Hampden Park, Glasgow                         |                                               |
| 19h45 · Historique des rencontres | Hoskonen 54e (csc) · Shankland 58e | (0 - 0) | 72e Källman · 85e (pen.) Antman | Spectateurs : 40 519 Arbitrage : Łukasz Kuźma | Spectateurs : 40 519 Arbitrage : Łukasz Kuźma |
| 19h45 · Historique des rencontres | Rapport                            |         |                                 | Spectateurs : 40 519 Arbitrage : Łukasz Kuźma | Spectateurs : 40 519 Arbitrage : Łukasz Kuźma |

## Séjour et hébergement
Le camp de base de l'Écosse se situe dans la ville de Garmisch-Partenkirchen, en Bavière.

## Phase finale

### Effectif
Les âges et les sélections sont calculés au début de l'Euro 2024, le 14 juin 2024.
Le 22 mai 2024, 28 joueurs sont appelés dans l'équipe préliminaire d'Écosse. Le 1er juin 2024, Lyndon Dykes se retire en raison d'une blessure. Le 4 juin 2024, Ben Doak se retire de l'équipe et est remplacé par Tommy Conway. Le 6 juin 2024, Lewis Morgan rejoint l'équipe. Le 7 juin 2024, l'équipe finale est annoncée dans laquelle Craig Gordon et John Souttar sont absents.

### Premier tour
| v · m | Équipe    | Pts | J | G | N | P | Bp | Bc | Diff |
| ----- | --------- | --- | - | - | - | - | -- | -- | ---- |
| 1     | Allemagne | 7   | 3 | 2 | 1 | 0 | 8  | 2  | +6   |
| 2     | Suisse    | 5   | 3 | 1 | 2 | 0 | 5  | 3  | +2   |
| 3     | Hongrie   | 3   | 3 | 1 | 0 | 2 | 2  | 5  | -3   |
| 4     | Écosse    | 1   | 3 | 0 | 1 | 2 | 2  | 7  | -5   |

#### Allemagne - Écosse
| Match d'ouverture       | Allemagne                                                                                                 | 5 - 1   | Écosse                     | Munich Football Arena, Munich                                                  |                                                                                |
| 14 juin 2024 21h00 CEST | ( Kimmich) Wirtz 10e · ( Havertz) Musiala 19e · Havertz 45+1e (pen.) · Füllkrug 68e · ( Müller) Can 90+3e | (3 - 0) | 87e (csc) Rüdiger          | Spectateurs : 65 052 Arbitrage : Clément Turpin Arbitre vidéo : Jérôme Brisard | Spectateurs : 65 052 Arbitrage : Clément Turpin Arbitre vidéo : Jérôme Brisard |
| 14 juin 2024 21h00 CEST | Andrich 31e · Tah 62e                                                                                     | Rapport | 44e Porteous · 48e Ralston | Spectateurs : 65 052 Arbitrage : Clément Turpin Arbitre vidéo : Jérôme Brisard | Spectateurs : 65 052 Arbitrage : Clément Turpin Arbitre vidéo : Jérôme Brisard |

#### Écosse - Suisse
| Match 13                | Écosse                                   | 1 - 1   | Suisse                     | Stade de Cologne, Cologne                                                     |                                                                               |
| 19 juin 2024 21h00 CEST | ( McGregor) McTominay 13e                | (1 - 1) | 26e Shaqiri                | Spectateurs : 42 711 Arbitrage : Danny Makkelie Arbitre vidéo : Rob Dieperink | Spectateurs : 42 711 Arbitrage : Danny Makkelie Arbitre vidéo : Rob Dieperink |
| 19 juin 2024 21h00 CEST | McTominay 51e · McKenna 68e · McGinn 71e | Rapport | 31e Rodríguez · 86e Sierro | Spectateurs : 42 711 Arbitrage : Danny Makkelie Arbitre vidéo : Rob Dieperink | Spectateurs : 42 711 Arbitrage : Danny Makkelie Arbitre vidéo : Rob Dieperink |

#### Écosse - Hongrie
| Match 26                | Écosse        | 0 - 1   | Hongrie                                                                  | Stuttgart Arena, Stuttgart                                                                   |                                                                                              |
| 23 juin 2024 21h00 CEST |               | (0 - 0) | 90+10e Csoboth ( Sallai)                                                 | Spectateurs : 54 000 Arbitrage : Facundo Tello Arbitre vidéo : Alejandro Hernández Hernández | Spectateurs : 54 000 Arbitrage : Facundo Tello Arbitre vidéo : Alejandro Hernández Hernández |
| 23 juin 2024 21h00 CEST | McTominay 50e | Rapport | 18e Styles · 26e Orban · 44e Schäfer · 75e Kleinheisler · 90+11e Csoboth | Spectateurs : 54 000 Arbitrage : Facundo Tello Arbitre vidéo : Alejandro Hernández Hernández | Spectateurs : 54 000 Arbitrage : Facundo Tello Arbitre vidéo : Alejandro Hernández Hernández |

## Statistiques

### Temps de jeu
| N°         | Joueur             |          |          |          | TT       | But inscrit | Passe décisive | MJ       | MT       | Légende |
| ---------- | ------------------ | -------- | -------- | -------- | -------- | ----------- | -------------- | -------- | -------- | --- |
| Gardiens   | Gardiens           | Gardiens | Gardiens | Gardiens | Gardiens | Gardiens    | Gardiens       | Gardiens | Gardiens | Abréviations et symboles : TT : Total de minutes jouées MJ : Nombre de matchs joués MT : Matchs joués en tant que titulaire : but : passe décisive : joueur entré : joueur remplacé : capitaine : carton jaune : carton rouge |
| 1          | Angus Gunn         | 90       | 90       | 90       | 270      | -           | -              | 3        | 3        | Abréviations et symboles : TT : Total de minutes jouées MJ : Nombre de matchs joués MT : Matchs joués en tant que titulaire : but : passe décisive : joueur entré : joueur remplacé : capitaine : carton jaune : carton rouge |
| 12         | Liam Kelly         | -        | -        | -        | -        | -           | -              | -        | -        | Abréviations et symboles : TT : Total de minutes jouées MJ : Nombre de matchs joués MT : Matchs joués en tant que titulaire : but : passe décisive : joueur entré : joueur remplacé : capitaine : carton jaune : carton rouge |
| 21         | Zander Clark       | -        | -        | -        | -        | -           | -              | -        | -        | Abréviations et symboles : TT : Total de minutes jouées MJ : Nombre de matchs joués MT : Matchs joués en tant que titulaire : but : passe décisive : joueur entré : joueur remplacé : capitaine : carton jaune : carton rouge |
| Défenseurs |                    |          |          |          |          |             |                |          |          | Abréviations et symboles : TT : Total de minutes jouées MJ : Nombre de matchs joués MT : Matchs joués en tant que titulaire : but : passe décisive : joueur entré : joueur remplacé : capitaine : carton jaune : carton rouge |
| 2          | Anthony Ralston    | 90       | 90       | 83       | 263      | -           | -              | 3        | 3        | Abréviations et symboles : TT : Total de minutes jouées MJ : Nombre de matchs joués MT : Matchs joués en tant que titulaire : but : passe décisive : joueur entré : joueur remplacé : capitaine : carton jaune : carton rouge |
| 3          | Andrew Robertson   | 90       | 90       | 89       | 269      | -           | -              | 3        | 3        | Abréviations et symboles : TT : Total de minutes jouées MJ : Nombre de matchs joués MT : Matchs joués en tant que titulaire : but : passe décisive : joueur entré : joueur remplacé : capitaine : carton jaune : carton rouge |
| 5          | Grant Hanley       | 44       | 90       | 90       | 224      | -           | -              | 3        | 2        | Abréviations et symboles : TT : Total de minutes jouées MJ : Nombre de matchs joués MT : Matchs joués en tant que titulaire : but : passe décisive : joueur entré : joueur remplacé : capitaine : carton jaune : carton rouge |
| 6          | Kieran Tierney     | 77       | 61       | -        | 138      | -           | -              | 2        | 2        | Abréviations et symboles : TT : Total de minutes jouées MJ : Nombre de matchs joués MT : Matchs joués en tant que titulaire : but : passe décisive : joueur entré : joueur remplacé : capitaine : carton jaune : carton rouge |
| 13         | Jack Hendry        | 90       | 90       | 90       | 270      | -           | -              | 3        | 3        | Abréviations et symboles : TT : Total de minutes jouées MJ : Nombre de matchs joués MT : Matchs joués en tant que titulaire : but : passe décisive : joueur entré : joueur remplacé : capitaine : carton jaune : carton rouge |
| 15         | Ryan Porteous      | 44       | -        | -        | -        | -           | -              | 1        | 1        | Abréviations et symboles : TT : Total de minutes jouées MJ : Nombre de matchs joués MT : Matchs joués en tant que titulaire : but : passe décisive : joueur entré : joueur remplacé : capitaine : carton jaune : carton rouge |
| 16         | Liam Cooper        | -        | -        | -        | -        | -           | -              | -        | -        | Abréviations et symboles : TT : Total de minutes jouées MJ : Nombre de matchs joués MT : Matchs joués en tant que titulaire : but : passe décisive : joueur entré : joueur remplacé : capitaine : carton jaune : carton rouge |
| 22         | Ross McCrorie      | -        | -        | -        | -        | -           | -              | -        | -        | Abréviations et symboles : TT : Total de minutes jouées MJ : Nombre de matchs joués MT : Matchs joués en tant que titulaire : but : passe décisive : joueur entré : joueur remplacé : capitaine : carton jaune : carton rouge |
| 24         | Greg Taylor        | -        | -        | -        | -        | -           | -              | -        | -        | Abréviations et symboles : TT : Total de minutes jouées MJ : Nombre de matchs joués MT : Matchs joués en tant que titulaire : but : passe décisive : joueur entré : joueur remplacé : capitaine : carton jaune : carton rouge |
| 26         | Scott McKenna      | 13       | 29       | -        | 42       | -           | 1              | 2        | 0        | Abréviations et symboles : TT : Total de minutes jouées MJ : Nombre de matchs joués MT : Matchs joués en tant que titulaire : but : passe décisive : joueur entré : joueur remplacé : capitaine : carton jaune : carton rouge |
| Milieux    |                    |          |          |          |          |             |                |          |          | Abréviations et symboles : TT : Total de minutes jouées MJ : Nombre de matchs joués MT : Matchs joués en tant que titulaire : but : passe décisive : joueur entré : joueur remplacé : capitaine : carton jaune : carton rouge |
| 4          | Scott McTominay    | 90       | 90       | 90       | 270      | 1           | -              | 3        | 3        | Abréviations et symboles : TT : Total de minutes jouées MJ : Nombre de matchs joués MT : Matchs joués en tant que titulaire : but : passe décisive : joueur entré : joueur remplacé : capitaine : carton jaune : carton rouge |
| 7          | John McGinn        | 67       | 90       | 76       | 233      | -           | -              | 3        | 3        | Abréviations et symboles : TT : Total de minutes jouées MJ : Nombre de matchs joués MT : Matchs joués en tant que titulaire : but : passe décisive : joueur entré : joueur remplacé : capitaine : carton jaune : carton rouge |
| 8          | Callum McGregor    | 67       | 90       | 90       | 247      | -           | 1              | 3        | 3        | Abréviations et symboles : TT : Total de minutes jouées MJ : Nombre de matchs joués MT : Matchs joués en tant que titulaire : but : passe décisive : joueur entré : joueur remplacé : capitaine : carton jaune : carton rouge |
| 11         | Ryan Christie      | 82       | 1        | 7        | 90       | -           | -              | 3        | 1        | Abréviations et symboles : TT : Total de minutes jouées MJ : Nombre de matchs joués MT : Matchs joués en tant que titulaire : but : passe décisive : joueur entré : joueur remplacé : capitaine : carton jaune : carton rouge |
| 14         | Billy Gilmour      | 23       | 79       | 83       | 185      | -           | -              | 3        | 2        | Abréviations et symboles : TT : Total de minutes jouées MJ : Nombre de matchs joués MT : Matchs joués en tant que titulaire : but : passe décisive : joueur entré : joueur remplacé : capitaine : carton jaune : carton rouge |
| 17         | Stuart Armstrong   | -        | -        | 14       | 14       | -           | -              | 1        | 0        | Abréviations et symboles : TT : Total de minutes jouées MJ : Nombre de matchs joués MT : Matchs joués en tant que titulaire : but : passe décisive : joueur entré : joueur remplacé : capitaine : carton jaune : carton rouge |
| 20         | Ryan Jack          | -        | -        | -        | -        | -           | -              | -        | -        | Abréviations et symboles : TT : Total de minutes jouées MJ : Nombre de matchs joués MT : Matchs joués en tant que titulaire : but : passe décisive : joueur entré : joueur remplacé : capitaine : carton jaune : carton rouge |
| 23         | Kenny McLean       | 23       | 11       | 7        | 41       | -           | -              | 3        | 0        | Abréviations et symboles : TT : Total de minutes jouées MJ : Nombre de matchs joués MT : Matchs joués en tant que titulaire : but : passe décisive : joueur entré : joueur remplacé : capitaine : carton jaune : carton rouge |
| Attaquants |                    |          |          |          |          |             |                |          |          | Abréviations et symboles : TT : Total de minutes jouées MJ : Nombre de matchs joués MT : Matchs joués en tant que titulaire : but : passe décisive : joueur entré : joueur remplacé : capitaine : carton jaune : carton rouge |
| 9          | Lawrence Shankland | 8        | 1        | 14       | 23       | -           | -              | 3        | 0        | Abréviations et symboles : TT : Total de minutes jouées MJ : Nombre de matchs joués MT : Matchs joués en tant que titulaire : but : passe décisive : joueur entré : joueur remplacé : capitaine : carton jaune : carton rouge |
| 10         | Ché Adams          | 46       | 90       | 76       | 212      | -           | -              | 3        | 3        | Abréviations et symboles : TT : Total de minutes jouées MJ : Nombre de matchs joués MT : Matchs joués en tant que titulaire : but : passe décisive : joueur entré : joueur remplacé : capitaine : carton jaune : carton rouge |
| 18         | Lewis Morgan       | -        | -        | 1        | 1        | -           | -              | 1        | 0        | Abréviations et symboles : TT : Total de minutes jouées MJ : Nombre de matchs joués MT : Matchs joués en tant que titulaire : but : passe décisive : joueur entré : joueur remplacé : capitaine : carton jaune : carton rouge |
| 19         | Tommy Conway       | -        | -        | -        | -        | -           | -              | -        | -        | Abréviations et symboles : TT : Total de minutes jouées MJ : Nombre de matchs joués MT : Matchs joués en tant que titulaire : but : passe décisive : joueur entré : joueur remplacé : capitaine : carton jaune : carton rouge |
| 25         | James Forrest      | -        | -        | -        | -        | -           | -              | -        | -        | Abréviations et symboles : TT : Total de minutes jouées MJ : Nombre de matchs joués MT : Matchs joués en tant que titulaire : but : passe décisive : joueur entré : joueur remplacé : capitaine : carton jaune : carton rouge |

| Buts | Joueurs               | Adversaires |
| ---- | --------------------- | ----------- |
| 1    | Scott McTominay       | Suisse      |
| 1    | Antonio Rüdiger (csc) | Allemagne   |

| Passes | Joueurs         | Adversaires |
| ------ | --------------- | ----------- |
| 1      | Scott McKenna   | Allemagne   |
| 1      | Callum McGregor | Suisse      |